# Campiglossa simplex
Campiglossa simplex
 es una especie de insecto díptero que Chen describió científicamente por primera vez en el año 1938.
Esta especie pertenece al género Campiglossa de la familia Tephritidae.